# Sanche VI
Sanche VI de Navarre, dit le Sage né en 1132, mort le 27 juin 1194 à Pampelune. Il règne sur la Navarre de 1150 à 1194.

## Biographie
Fils de Garcia V de Navarre et de Marguerite de l'Aigle.
Sanche VI de Navarre épousa en 1153 Sancha de Castille, parfois appelée Béatrice de Castille († 1177).
De cette union naquirent :
- Bérengère de Navarre (vers 1163/1165 - † vers 1230), en 1191 elle épouse Richard Ier d'Angleterre ;
- Sanche VII de Navarre (vers 1170 - † 1234) ;
- Constance de Navarre, non mariée († vers 1204 à Daroca en Aragon[2]) ;
- Blanche de Navarre (1177-1229), en 1199 elle épouse Thibaut III de Champagne :
  - son fils Thibaut Ier de Navarre succède à son oncle Sanche VII ;
- Ferdinand de Navarre († 1207).

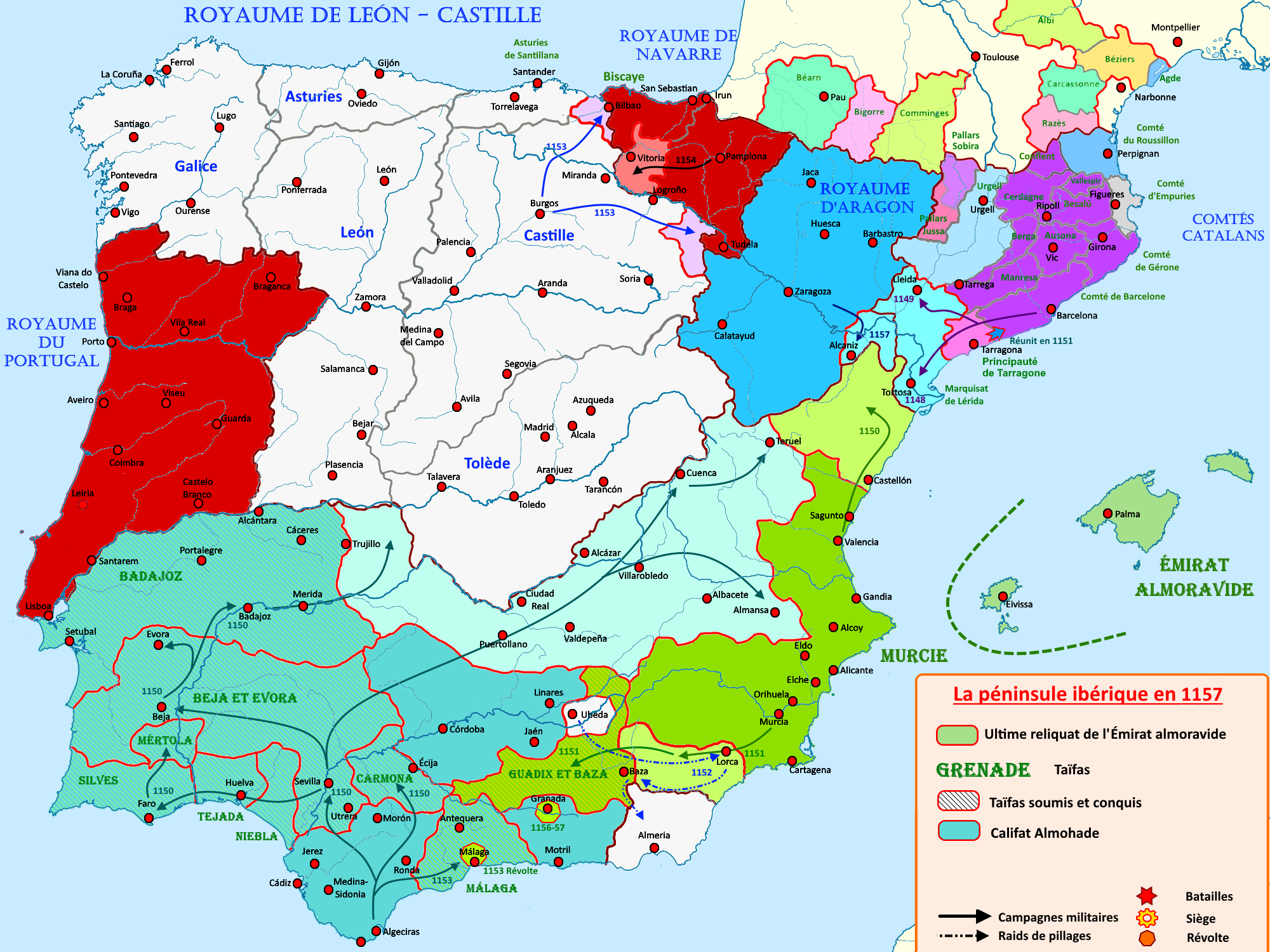
La lutte contre le León en 1153.
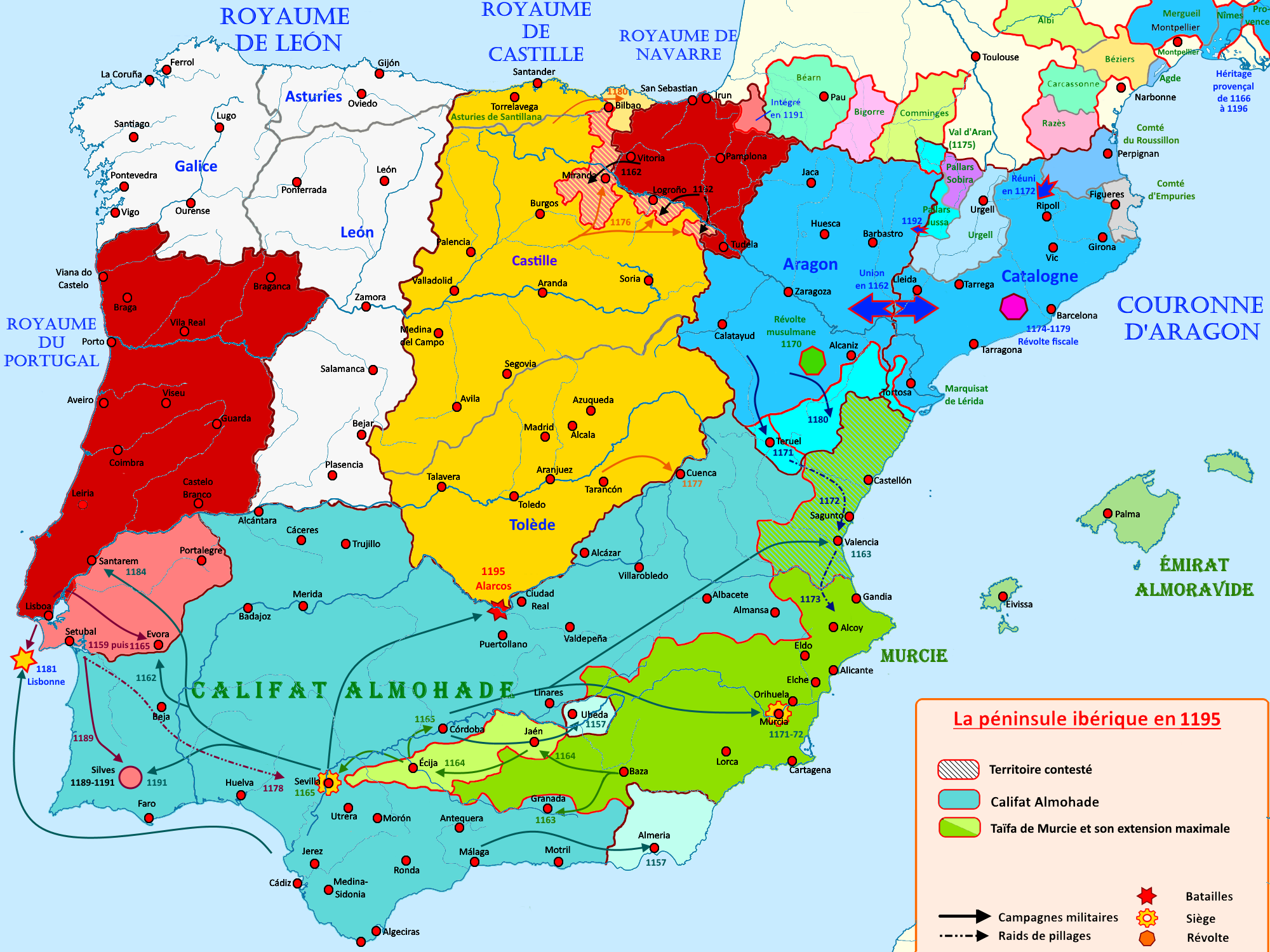
Les pertes territoriales de la Navarre en 1195.